# Popówka (województwo warmińsko-mazurskie)
Popówka – zniesiona nazwa osady w gminie Zalewo, w województwie warmińsko-mazurskim, położonej ok. 0,4 km od zachodniego brzegu jeziora Ewingi. Obecnie zabudowania tej osady są włączone do wsi Półwieś.
Do 1945 r. stosowano niemiecką nazwę Ewingthal. W 1950 r. ustalono urzędowo polską nazwę Popówka.
W 1973 r. była niezamieszkanym przysiółkiem i należała do powiatu morąskiego, gmina i poczta Zalewo.
Do 1982 r. nazwa osady została zniesiona, a dalszy ciąg zabudowań wzdłuż drogi do Zalewa został włączony do Półwsi.